# 서부어
서부어(西部語, Westron) 또는 공통어(共通語, Common Speech)는 J. R. R. 톨킨이 개발한 인공어이다. 톨킨의 판타지 세계 가운데땅에서 서부어는 적어도 「반지의 제왕」의 무대가 되었던 시대로 보편어에 가장 가까운 것이다. Westron는 West에 유래하는 영단어이며, 이 언어 자체의 말은 아니다.
서부어는 누메노르인이 안개국 대륙의 서해안에 교역 전초지와 사이를 쌓아 올렸을 때의, 거기의 언어와 누메노르의 언어 아두나익의 접촉에 유래한다. 아두나이크 자신의 기초에 선 베올의 일족과 허들(마라하)의 일족의 언어에 밀접하게 관련한 그들 언어는 신속하게 이해되고, 이와 같이 그것은, 누메노르 사람들 자신과 연안의 백성에 의해 비교적 빨리 채용되었다. 이것들 사람들의 대부분은, 분명히 에다인에 관련한 친척이며, 후에 곤도르와 아르노르의 인구의 대부분을 형성했다.
이것들 초기의 교역 전초지와 사이로부터 서부어는 에리어 실업 수당과 모르도르를 제외한다(「호빗」과 「반지의 제왕」의 무대가 된) 주변지역에 퍼졌다. 로바니온의 백성은 이 때 누메노르인과 접촉하지 않았기 때문에 그들 고유의 언어를 유지했지만, 그럼에도 불구하고, 그것은 밀접하게 관련하고 있었다. 골짜기의 나라의 백성의 조상 그와이스림이나 흰색 산맥의 백성이나 야인과 같은 관련하지 않는 언어를 이야기하는 사람들은, 누메노르인에 의해 거부되어 확실히 빈번히 누메노르의 적이 되었다.
서부어라는 용어는 원명 아두니(Aduni)의 역으로서 사용된다. 신다린으로 이 언어는 안누나이드(Annunaid, 서부어) 또는 파라스렌(Falathren, 연안어)으로 불린다. 또 하나의 이름 「공통어」는 서부어의 소바르 파레(Soval Phare)의 역이다.
「호빗」과 「반지의 제왕」에서 서부어는 영어에 의해 완전하게 번역되어서 나타났다. 이것은 특정의 중요한 효과를 가진다. 가장 먼저 서부어의 말하는 사람에게 있어서 약간 기원을 가지는 고유명은, 효과를 유지하기 위해서 번역되었다. 이와 같이 바긴즈, 봉투 샛길, 페레그린, 찢어져 골짜기 등이 같은 이름은, 실제의 이름으로 나타나지 않는다. 예를 들면, 메리아드크 브랑디백의 실제의 이름은 카리마크 브란다간바(Kalimac Brandagamba), 생략해 칼리(Kali, 유쾌한, 밝은이라는 의미)에서 만났다고 생각할 수 있다. 「메리아드크」의 단축명 「메리」(Merry)는 원명에 포함되는 밝음에의 언급을 유지하도록 설계되고 있다. 이와 같이 페레그린 트크의 실제의 이름은 라자누아 트크(Razanur Tuk), 생략해 라잘(Razar, 작은 사과의 이름)에서 만났다. 「페레그린」, 생략해 「피핀」(Pippin)은 실제의 풀네임의 의미(여행자, 괴짜)와 사과라는 의미의 양쪽 모두를 포함하고 있다. 샘 개무지는 실제로바나즈아 가르바시(Banazir Galbasi)의 단축명 밴 가르프시(Ban Galpsi)로부터 이름 붙여졌다. 「진짜」 호빗명 빌보의 어미도 바꿀 수 있었다. 서부어로 이것은 빌바(Bilba)였지만, -a가 서부어의 남성 어미이지만, 영어에서는 —a는 통상 여성어꼬리이기 때문에, 톨킨은 이것을—o로 바꾸었다.
지명 그 외의 명칭도 원형으로부터 번역되어 발표되었다. 찢어져 골짜기 (신다르어로 임라드리스, 「찢어진 골짜기」)는 실제는 카르닝르(Karningul)로 불려 막다른 골목은 빌보 배긴스의 실명 라빈기(Labingi)로부터 라빈-네크(Labin-nec)로 불렸다. 몇 개의 경우, 설명은 매우 복잡하게 된다. 예를 들면, 브랑디와인강(신다르어로 브란두인, 「황금빛의 강」)은 실제는 「경수」를 의미하는 서부어의 말장난 브란다-닌(Branda-nin)으로 불려 그것은 후에 「강한 엘주」를 의미하는브라르다-힘(Bralda-him)로 다시 말장난을 했다.
서부어의 친척인 모든 언어도 더욱 번역되었다. 로히아림의 언어 로한어는 고영어가 영어의 고어의 관계이듯이, 로한어는 서부어의 고어의 관계에 있었으므로, 고영어로 번역되었다. 같이 두린의 일족의 난쟁이의 이름으로부터 온, 골짜기의 나라의 말은 골짜기의 나라의 언어는 로한어와 서부어에 관계하고 있었으므로, 고영어와 근대 영어에 관련하는 언어인 고노르드어로 번역되었다.
서부어의 영어에의 완전한 번역은 실제의 서부어를 주지 않으면 안 되는 몇 개의 자료에서도 행해졌다. 예를 들면, 모리아로, 바인의 묘석의 룬 문장의 일러스트를 들 수 있다. 이 문장은, 쿠즈두르와 서부어의 양쪽 모두로 「모리아의 왕, 훈딘의 아들 바인」이라는 의미가 쓰여져 있지만, 제1의 명이 실제로 조금의 쿠즈두르라 보이는(모리아는"Khazad-dum"이라고 번역되는) 한 편, 제2의 명은 실제 키아스로 쓰여졌을 뿐의 평이한 영어이다.
이야기의 문맥의 밖에서, 서부어나 다른 언어의 「원형」의 상당수는, 영어의 「번역」이 선택되고 나서 긴 구 지나 톨킨에 개발된 것은 분명하다. 위에서 전해지는 서부어의 형태의 몇 개인가는 톨킨의 생전에 출판되지 않았다. 톨킨은 결코 서부어를 꿰냐와 신다린, 또는 아두나익 마저와도 동렬로서 생각하지 않았다.

## 같이 보기
- J. R. R. 톨킨이 만든 언어